# Први славонски партизански одред
Први славонски народноослободилачки партизански одред  био је партизански одред који је од марта 1942. до априла 1945. дејствовао у Славонији. Извесно време носио је назив Први одред Треће оперативне зоне НОВ и ПО Хрватске. Формиран је реорганизацијом Првог славонског партизанског батаљона. Први командант одреда био је Карло Мразовић, а политички комесар Мирко Кљајић Стари.

## Борбени пут
Формиран је 20. марта 1942. од Првог славонског партизанског батаљона који је реорганизован у два, а 15. јуна је формиран и Трећи батаљон. Већ 26. марта водио је прву борбу против усташа и домобрана на брду Беговачи (Псуњ), 29. марта против жандарма у Вилић-селу и 2. априла опет против усташа између села Бобара и Чапргинаца. Дејствујући у простору Нова Градишка, Пакрац, Дарувар, Подравска Слатина, Славонска Пожега, ослонцем на планине Псуњ и Папук, Одред је вршио диверзантске акције на пругама и друмовима, нападао непријатељска упоришта и политички деловао у народу — 5. априла уништио је железничку станицу Драгалић, код Нове Градишке; 8. априла дигао је у ваздух непријатељски транспорт код Секулинаца и уништио локомотиву и 6 вагона; 14. априла запалио је ткачницу и порушио пругу у Пакрачкој Пољани; 3. маја уништио је постројења рудника Церник код Нове Градишке; 2. јуна са Банијском пролетерском четом заузео је непријатељско упориште Бучје.
У првој половини јуна 1942. заузео је Бастаје, Пољанску и Зденце, 16. јуна демолирао је шумску пругу Новска—Рајић и уништио локомотиву и вагоне са грађом намењеном за Немачку, а 20. јуна код Банове Јаруге уништио 17 вагона и локомотиву. Са деловима Пролетерског батаљона Босанске крајине и Банијском пролетерском четом заузео је 21. јуна Бучко Каменско, а 29. јуна Ђуловац, где су уништиле електричну централу, железничку и жандармеријску станицу и зграду општине. У јулу је ликвидирао усташко-домобранска упоришта у Сирачу, Пушини и Газијама, код села Стојчиновца разбио је 15. августа колону домобрана, а 15/16. августа у Слатинском Дреновцу уништио је непријатељеву посаду и заузео село.
Средином августа 1942. реорганизован је у два одреда — Први славонски (псуњски) одред и Други славонски (папучки) одред. Са деловима Другог славонског одреда, Пролетерског батаљона Босанске крајине и Банијском пролетерском четом учествовао је у поновном ослобођењу Ђуловца 27/28. августа, а са Седмом хрватском бригадом, Пролетерским батаљоном Босанске крајине, Мославачким партизанским батаљоном и Банијском пролетерском четом у уништењу готово свих постројења петролејских извора у Гојилу 6. септембра. Затим је учествовао у заузимању немачког упоришта Млинске код Бјеловара 10. септембра, уништењу железничких станица и квислиншких уреда у Клоштар-Иванићу и Питомачи, рудничких постројења и железничког парка у Питомачи 18. септембра, ослобођењу Грубишног Поља 28. септембра где је заробљено 113 домобрана и усташа, заплењено 4 пушкомитраљеза, 145 пушака и др. и у заузимању усташког упоришта у Шпановици 5. октобра.
Одред је 10. октобра 1942. дао борце за формирање Калничког партизанског одреда, а 11. октобра и за формирање Прве славонске бригаде (касније Дванаеста славонска бригада). Тада је реорганизован у два батаљона; 18. децембра формиран је нови Трећи батаљон. Поново је 30. децембра дао батаљон за формирање 17. славонске бригаде, а 11. фебруара 1943. део људства за формирање 18. славонске бригаде. У току 1943. дејствовао је под командом Штаба Треће оперативне зоне НОВ и ПО Хрватске, а потом у саставу Шестог славонског корпуса, вршио диверзије на комуникацијама и препаде на непријатељски саобраћај и живу силу (код села Рајића, Окучана, Драгалића, Лађевца, Новске и др). Од 20. јуна је у саставу Другог хрватског корпуса, а 29. јуна преименован је у Посавски партизански одред.
Од 22. септембра 1943. налазио се у саставу Западне групе партизанских одреда Шестог славонског корпуса. Дао је 16. октобра једну чету за попуну Дванаесте славонске бригаде. Новембра 1943. имао је два батаљона, Новоградишку чету и чету Матија Губец, а 19. новембра је формиран и Трећи батаљон Хајдук Вељка те је крајем децембра 1943. имао 461 борца и руководилаца. У 1944. Одред се истакао у борби против домобрана код села Корита и Ловске 4. јануара, у уништењу оклопног воза код железничке станице Брезине (на прузи Банова Јаруга—Пакрац) 23. јануара, рушењу пруге и уништењу локомотиве и 6 вагона између Рајића и Рожданика 12. фебруара, у оштрим борбама против делова 4. и 8. домобранске горске пуковније у рејону Липик, Субоцки Град, Ковачевац 4. марта. Његови делови и делови Првог диверзантског батаљона и Диљског партизанског одреда порушили су железничке комуникације и то — на 70 места пругу имеђуВинковаца и Новске 16/17. априла, затим на 102 места између Новске и Нове Градишке 5/6. јуна, на 44 места између Рајића и Липовљана 9/10. јуна, на 80 места имеђу Банове Јаруге и Пакраца 27. јуна.
Штаб одреда је 30. јула 1944. упутио свој Други батаљон у Штаб Шестог славонског корпуса за формирање нових и попуну старих јединица. Значајније борбе против Немаца и квислинга водио је 15. маја код села Бујавице, 7. августа у Рајићу, 10. августа код Шаговине, 14. септембра у ослобођењу Липика. У септембру 1944. Одред је стављен под непосредну команду Шестог корпуса. Тада је водио успешне борбе 6. новембра код села Гаја, а 12. новембра у разбијању немачке колоне код села Цага близу Новске. У првој половини септембра 1944. формиран је Трећи батаљон Матија Губец, а у новембру је дао један батаљон за попуну 40. славонске дивизије. У 1945. посебно се истакао у разбијању непријатељске колоне имеђу Окучана и Новске 4. јануара и поновно код Окучана 23/24. марта. Батаљоном Матија Губец почетком априла 1945. попуњена је 12. пролетерска бригада, а преостали батаљон Хајдук Вељка расформиран је 21. априла 1945, када су његовим људством попуњене јединице Шестог корпуса Југословенске армије.
Орденом народног хероја одликовано је троје бораца Првог славонског одреда — Мирко Кљајић Стари, Никола Миљановић Караула и Карло Мразовић Гашпар.